# NGC 2438
NGC 2438 is een planetaire nevel in het sterrenbeeld Achtersteven. Hij werd op 19 maart 1786 ontdekt door de Duits-Britse astronoom William Herschel.

## Synoniemen
- GC 1565
- PK 231+4.2
- CS=17.7
- h 464
- h 3093
- H 4.39